# Selyf Sarffgadau
Selyf ap Cynan (586? - 613/616?), également connu sous le nom de Selyf Sarffgadau était un roi de Powys.

## Biographie
Il était le fils de Cynan « Jambes-Blanches » et était reconnu pour être un grand roi guerrier, bien que son règne fut particulièrement éphémère et qu'il mourut probablement avant la trentaine. Son surnom de Sarffgadau signifie « Serpent de Bataille ».
Il monta sur le trône vers 610, probablement après l’abdication de son père. Il participe avec ce dernier à la bataille de Chester, qui eut lieu en 613 ou 616 contre les Anglo-Saxons menés par Æthelfrith de Bernicie, lorsque celui-ci avait envahi le Gwynedd dont Cadfan ab Iago venait de reprendre la succession. Il se fit battre à plate couture et fut tué avec son père.
Le trône aurait dû revenir à son fils, Manwgan ap Selyf, mais il semble qu'un autre fils de Cynan Garwyn connu également sous le nom de Eluan Powys ou Eiludd Powys en profite pour lui ravir le trône alors qu'il était encore enfant.

## Sources
- (en) Mike Ashley, The Mammoth Book of British Kings & Queens, Londres, Robinson, 1998 (ISBN 1-84119-096-9), p. 153  « Sely ap Cynan Powys, fl. ?- 613 (or 615?) »
- (en) Peter Bartrum, A Welsh Classical Dictionary : People in History and Legend Up to about A.D. 1000, Aberystwyth, National Library of Wales, 1993, 649 p. (ISBN 978-0-907158-73-8), p. 669-670 SELYF SARFFGADAU ap CYNAN GARWYN. (550)
- (en) Kari Maund, The Welsh Kings: Warriors, warlords and princes, Mill Brimscombe Port Stroud, The History Press, 2006 (ISBN 9780752429731), p. 40,42
- (en) Timothy Venning, The Kings & Queens of Wales, Mill Brimscombe Port Stroud, Amberley Publishing,, 2013 (ISBN 9781445615776), p. 107,112-13 & 116  Chapitre 4 Rulers of Mid Wales (Powys)